# Dogic
Le Dogic est un équivalent icosaédrique du Rubik's Cube. Il a au total 80 pièces mobiles contre 20 pour le cube de Rubik.
Il existe des Dogic à 10 et 20 couleurs.

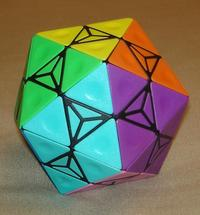
Dogic à 10 couleurs
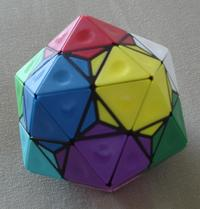
Dogic à 20 couleurs

## Nombre de combinaisons
Le Dogic a 2.1×1082 combinaisons possibles.